# Comune di Møldrup
Il comune di Møldrup, fino al 1º gennaio 2007, è stato un comune danese situato nella contea di Viborg. Il comune aveva una popolazione di 7 670 abitanti (2005) e una superficie di 212 km². Capoluogo era la cittadina omonima.
Dal 1º gennaio 2007, con l'entrata in vigore della riforma amministrativa, il comune è stato soppresso e accorpato, insieme ai comuni di Bjerringbro, Fjends e Tjele, al riformato comune di Viborg.